# The Saga of Carl
The Saga of Carl (рус. Сага о Карле) — двадцать первый эпизод двадцать четвёртого сезона мультсериала «Симпсоны». Выпущен 19 мая 2013 года в США на телеканале «FOX».

## Сюжет
Барт и Лиза увлекаются передачей «Ки-йя Карате-монстры». Опасаясь за детей, Мардж берёт их в музей, но, к её разочарованию, там проходит выставка по данной передаче. В музее Гомер смотрит ролик с участием Блеза Паскаля, где тот говорит о вероятности выигрыша в лотерею. Позднее Гомер, Мо, Ленни и Карл выигрывают лотерею и получают 200 тысяч долларов в качестве выигрыша. Карл уходит в банк, чтобы получить деньги, а остальные устраивают вечеринку. Вскоре они узнают, что Карл пропал и забрал деньги.
Гомер, Мо и Ленни выясняют, что Карл улетел в Исландию, его родную страну. Они вылетают в Рейкьявик, дабы забрать у него выигранные деньги. Жители города недолюбливают Карла и его предков, поскольку тысячу лет назад из-за трусости предков Карла варвары напали на страну(где на совести семьи Карлсона несколько погибших людей и сотен лошадок). Гомер, Мо и Ленни находят Карла и обнаруживают, что деньги он потратил на потерянную страницу из саги. Карл надеется, что здесь будет написано о том, что его предки были смелыми воинами.
Не считая Карла своим другом, Гомер, Мо и Ленни отбирают у него страницу и хотят уничтожить её, но их переубеждает Мардж, звонившая им по Skype. Друзья учат исландский язык, чтобы прочитать, что написано на странице. Они узнают, что предки Карла были ещё более трусливыми, чем казалось. Тогда они собирают исландцев на площади и рассказывают им о добрых делах, которые Карл сделал для них. В итоге жители города прощают семью Карла и спасают их репутацию. Карл мирится с друзьями.
Вместо бассейна, который Гомер хотел купить на часть выигранных денег, последний использует половины бочек для пива. Однако сам застревает в одной из них.

## Интересные факты
- Когда Лиза ищет информацию об Исландии, видно, что она пользуется английской Википедией.
- Друзья едут к дому Карла на автомобиле Fjord Fjiesta (пародия на Ford Fiesta).
- Гомер употребляет парадокс всемогущества, говоря Ленни: «Ты не можешь не мочь!».
- После объявления выигрышных номеров Гомер, Мо, Ленни и Карл поднимают кружки и их руки все окрашены в желтый цвет, хотя Карл — афроамериканец.

## Отношение критиков и публики
Во время премьеры эпизод просмотрело около 4.01 миллионов человек 18-49 лет, и он получил рейтинг 1.9. Вместе с эпизодом «Dangers on a Train» он стал вторым по просматриваемости (первый — «Гриффины», «Roads to Vegas» и «No Country Club for Old Men»).
Оценки от телевизионных критиков были положительными. Например, Роберт Дэвид Салливан из «The A.V. Club» дал оценку «B-» со словами: «Это не очень смешной эпизод, однако приятно, что герои выбрались из Спрингфилда, и исландская музыка от Sigur Rós — хорошая замена старым песням, которые часто звучали в сезоне».